# Андрогей
Андрогей (др.-греч. Ἀνδρόγεως) — персонаж древнегреческой мифологии, сын критского царя Миноса. Из-за его гибели в Аттике, которую античные авторы описывают по-разному, Афинам пришлось выплачивать дань Криту, ежегодно отправляя юношей и девушек к Минотавру.

## В мифологии
Андрогей был сыном царя Крита Миноса, а его матерью античные авторы называют либо дочь Гелиоса Пасифаю, либо дочь Астерия Крету. Братьями Андрогея были Катрей, Главк и Девкалион, сёстрами — Ариадна и Федра. У Гесиода упоминается альтернативное имя царевича — Евригий.
В мифологической традиции Андрогей упоминается главным образом в связи со своей гибелью, которая имела серьёзные последствия для Крита и для Афин. Царевич, «храбрейший борец», отправился в континентальную Грецию, чтобы принять участие в Панафинейских состязаниях, и там всех победил; о последовавших за этим событиях источники рассказывают по-разному.
Согласно Диодору Сицилийскому, в Афинах Андрогей подружился с сыновьями Палланта, врагами местного царя Эгея, и последний решил его погубить. Когда Андрогей отправился в Фивы, у Энои в Аттике он был убит местными жителями, выполнявшими приказ царя. По версии Псевдо-Аполлодора и Павсания, Эгей отправил Андрогея охотиться на Марафонского быка, и тот погиб на этой охоте. Альтернативный источник Псевдо-Аполлодора сообщает вслед за Диодором о гибели критского царевича на пути в Фивы, на праздник в честь царя Лаия, но на этот раз убийцы — завистники из числа участников состязаний. Согласно Первому ватиканскому мифографу, Андрогей был убит некими афинянами и мегарцами, «составившими заговор», а Псевдо-Гигин пишет о гибели царевича в битве во время войны Миноса с Афинами.
В любом случае, по мнению Миноса, виновниками гибели Андрогея были афиняне. Царь осадил Афины, а поскольку взять их не смог, попросил богов покарать убийц. В результате Аттика начала страдать от засухи, голода и чумы. Афинянам пришлось согласиться на выплату Криту тяжёлой дани: отныне каждый год или каждые девять лет семеро юношей и семь девушек отправлялись в критский Лабиринт, где становились жертвами Минотавра. Это продолжалось, пока не свершил свой подвиг сын Эгея Тесей.
Согласно одной из версий мифа, Андрогей был воскрешён Асклепием. Сыновьями царевича были Алкей и Сфенел, спутники Геракла в походе против амазонок.

## Память
В историческую эпоху жертвенник Андрогея стоял в Фалере. В честь этого героя устраивали игры в афинском Керамике. Вергилий в «Энеиде» утверждал, что Дедал изобразил гибель Андрогея на дверях храма Аполлона в Кумах.